# Böffingen
Böffingen ist ein Ortsteil von Glatten in Baden-Württemberg im Landkreis Freudenstadt im Nordschwarzwald. Böffingen liegt rund einen Kilometer südöstlich von Glatten entfernt. Der Ort hat 249 Einwohner (Stand 31. Dezember 2022).

## Geschichte
Die Reformation wurde in Neuneck im Auftrag von Burkhard und Jerg von Ehingen 1579 durch Anastasius Kommerell eingeführt. Seit dieser Zeit ist der Ort evangelisch geprägt.
Am 1. Juli 1974 wurde Böffingen im Zuge der Gemeindereform nach Glatten eingemeindet.

## Religionen
Aus kirchlicher Sicht gehören die etwa 220 evangelischen Einwohner der Gemeinde seit 1972 zur Kirchengemeinde Glatten. Zuvor waren sie der selbständigen Kirchengemeinde Neuneck zugeteilt.

## Vereine und Veranstaltungen
- Der Ort ist vor allem auch durch die Bauernkapelle Böffingen mit Trachtengruppe e.V bekannt. Sie zeichnet auch als Veranstalter der hiesigen Kirbe (Kirchweih) Mitte Oktober. Der seit 1918 bestehende Verein begann unter dem Namen Böffinger Musikanten und prägte seither das kulturelle Leben des Ortes mit.[5]